# 화영운수
화영운수(和營運輸)는 경기도 광명시의 시내버스 및 요양원 운영 업체이다. 
- 본사는 경기도 광명시 도덕로 13 (광명동)에 있다. 계열사로는 마을버스 업체인 진양교통, 노인요양원인 화영시니어케어센터 등이 있다.

## 역사
- 1973년 1월에 평안운수 광명영업소 개시 받았다.
- 1979년 12월에 화영운수는 평안운수 광명영업소를 1년만에 통합 분리, 3개 노선과 14대의 버스로 시작하여 현재에 이르렀다.
- 따복버스 77A번, 77B번을 제외한 전 노선이 광명시를 벗어나서 운행하고 있다.
- 본사와 영업소의 위치는 경기도 광명시 도덕로 13과 시흥시 사미길 7이다.
- 광명시 도덕로 13 차고지는 과거 광명운수와 공동으로 사용하였다.
- 2012년 2월 현재 옥길동에 별도 주차장을 증설해 2, 21, 77번 차고지로 사용하고 있다.
- 2015년 3월 1일부터 3001번 노선이 단축되고 3002번을 신설하였다.
- 2017년 9월 1일부터 기존 시내버스 7번을 따복버스 77A번, 77B번으로 형간전환하였다.
- 2022년 계열사로 마을버스 업체인 진양교통을 설립하였다.

## 현황
- 2022년 1월 기준이다.[1]

| 운행업체 | 보유 노선수 | 보유 노선수 | 보유 노선수 | 보유 노선수 | 보유 노선수 | 등록 대수 | 등록 대수 | 등록 대수 | 등록 대수 | 등록 대수 |
| -------- | ----------- | ----------- | ----------- | ----------- | ----------- | --------- | --------- | --------- | --------- | --------- |
| 운행업체 | 노선 합계   | 광역급행    | 직행좌석    | 일반좌석    | 시내일반    | 대수 합계 | 광역급행  | 직행좌석  | 일반좌석  | 시내일반  |
| 화영운수 | 18          | -           | 3           | -           | 15          | 263       | -         | 28        | -         | 241       |

## 운행 노선

### 도시형버스
- ● 1번: 거모동 - 개봉역
- ● 2번: 은계지구 - 안양역
- ● 11번: 광명돔경륜장 - 개봉역 - 안양역
- ● 11-1번: 중앙하이츠아파트 - 여의도환승센터
- ● 11-2번: 소하동 광명동굴입구 - 여의도환승센터
- ● 12번: 중앙하이츠아파트 - 안양역
- ● 17번: 광명동굴 - 개봉역
- ● 21번: 광명돔경륜장 - 가산디지털단지역
- ● 22번: 광명종합터미널 - 개봉역
- ● 27번: 광명돔경륜장 - 독산역
- ● 39번: 새미마을 - 개봉역
- ● 101번: 광명7동차고지 - 석수역 (2010년 3월 2일 신설)
- ● 102번: 새미마을 - 독산역 (2025년 2월 1일 11-3번과 통합)

### 맞춤형버스
- ● 77번: 옥길동차고지 - 광명역 - 광명동굴

### 일반좌석버스
- ● 200번: 광명역 - 이케아 광명점 - 서면초교 - 우체국사거리 - 철산역 - 광명북중학교 - 목동중학교 - 목동7단지 종로학원 (2023년 12월 26일 신설)

### 직행좌석버스
- ● 3001번: 광명역 - 석수역 - 송도유원지 (2021년 9월 1일 재개통과 동시에 공공버스 전환)
- ● 3002번: 광명역 - 석수역 - 인천대학교 (2015년 3월 1일 직행좌석버스 3001번에서 분리 신설, 2021년 11월 29일 공공버스 전환)
- ● 8507번: 소하동차고지 - 사당역 (2017년 1월 11일 신설, 서울대입구역 경유, 2023년 1월 1일 코레일네트웍스에서 이관됨)

### 국토교통부의 광역급행버스
- ● M5556번: 석수동 - 석수역 - 강남순환로 - 사당역 (2022년 5월 16일 신설)

## 이전 운행 노선
- 구 1번: 광명6동 - 개봉역 (1980년-1990년경까지 운행."- 경기화학 - 시화APT단지 -"공동운행 했으나 공동폐선. 거모동차고지으로 대체)
- 구 1-1번: 중앙하이츠 - 개봉역 (1990년경 운행 "중앙하이츠행-개봉역행-하안동행" 판이 돌리는거 대체운행 판이 운행했으나 폐선)
- 구 1-1번: 중앙하이츠 - 개봉역 - 광명사거리 - 하안동 - 소하동 - 일직동 (2000년경까지 운행)
- 구 22번: 중앙하이츠 - 개봉역 - 광명사거리 - 소하동 - 일직동 - (KTX광명역8번출구 - 광명역B주차장 - 개봉역 2004년경까지 편성 운행중)
- 구 2번: 중앙하이츠 - 개봉역 - 광명사거리 - 가산디지털단지역 - 구로디지털단지역 - 대림역 (2000년경까지 운행)
- 구 3번: 중앙하이츠 - 광명사거리 - 오류동역 - 경기화학 - 과림동 - 한인고교 - 군부대앞 - 금이사거리 - 도창동 - 도창초교 - 도창사거리 - 매화동
- ● 7번: 화영운수 차고지 - 광명역 (2017년 9월 1일 따복버스 77A번, 77B번으로 대체)
- ● 7-1번: 가학광산 - 광명역 (2015년 4월 3일 17번 노선 변경으로 동년 3~4월경 폐선)
- ● 11-3번: 새미마을 - 광명역 (2009년 7월 14일 11-2번에서 분리)
- 구 77번: 광명7동 - 가리봉역 (옥길동차고지 - 광명역 - 광명동굴 따복버스 77번으로 대체)
- ● 100번: 중앙하이츠아파트 - 개봉역 (2008년 10월 1일 22번에서 분리, 2018년 8월 1일 폐선)
- ● 3000번: 광명7동차고지 - 철산역 - 광명역 (2021년 10월 1일 개통, 그린시티 차량이 운행하며 광명시를 벗어나지 않음, 2023년 1월 폐선)

## 보유 차량

#### 자일대우버스
- 자일대우 NEW BS090
- 자일대우 NEW BS106
- 자일대우 FX116 하모니

#### 현대자동차
- 현대 그린시티
- 현대 뉴 슈퍼 에어로시티
- 현대 저상 뉴 슈퍼 에어로시티
- 현대 일렉시티
- 현대 유니시티
- 현대 뉴 프리미엄 유니버스 프라임

#### 황해버스/범한자동차
- 황해자동차 E-SKY
- 범한자동차 E-STAR

#### 비야디 자동차
- BYD eBus-9
- BYD eBus-11
- BYD eBus-12

## 본점 및 지점 현황[2]
- 본점: 경기도 광명시 도덕로 13 (광명동)
- 시흥지점: 경기도 시흥시 봉화로 166 (정왕동)
- 소하지점: 경기도 광명시 소하로109번길 12 (소하동)

## 영업소 현황
- 본사차고지: 경기도 광명시 도덕로 13 (광명동)
- 소하영업소: 경기도 광명시 성채로 100 (소하동)
- 시흥영업소: 경기도 시흥시 사미길 7 (거모동)
- 은계차고지: 경기도 시흥시 은계로 102 (은행동)

## 갤러리

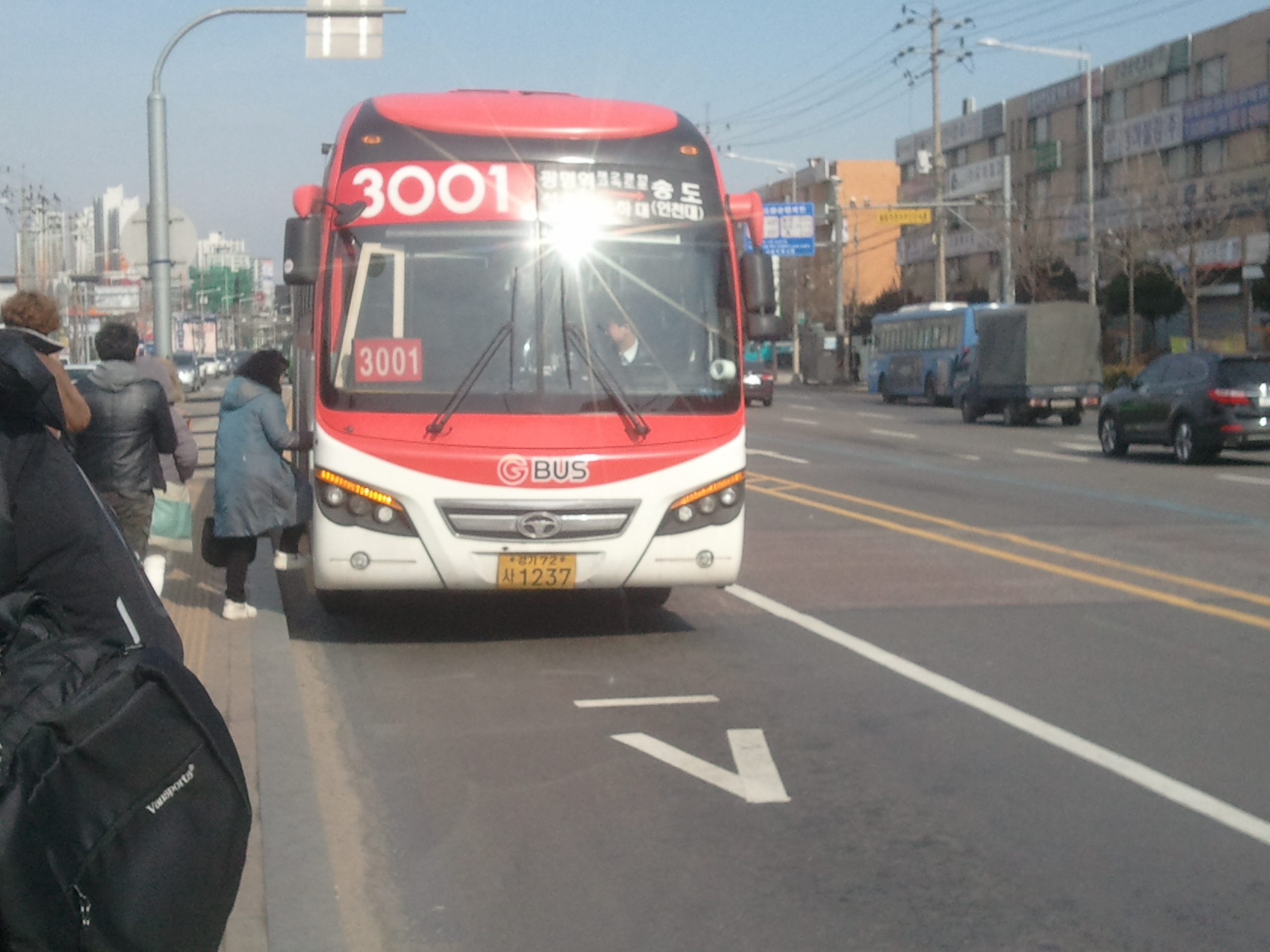
광명시내버스 3001번
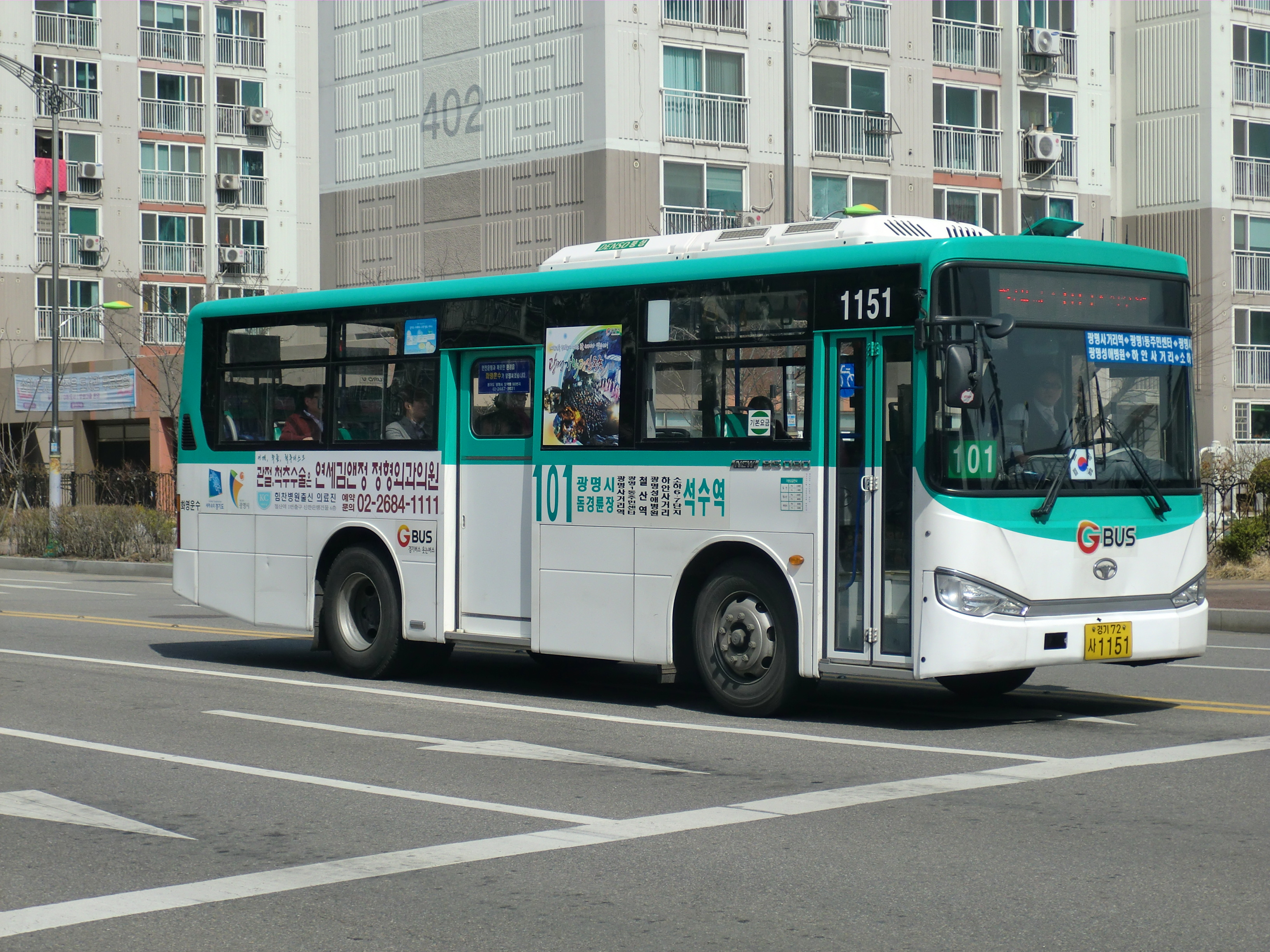
광명시내버스 101번
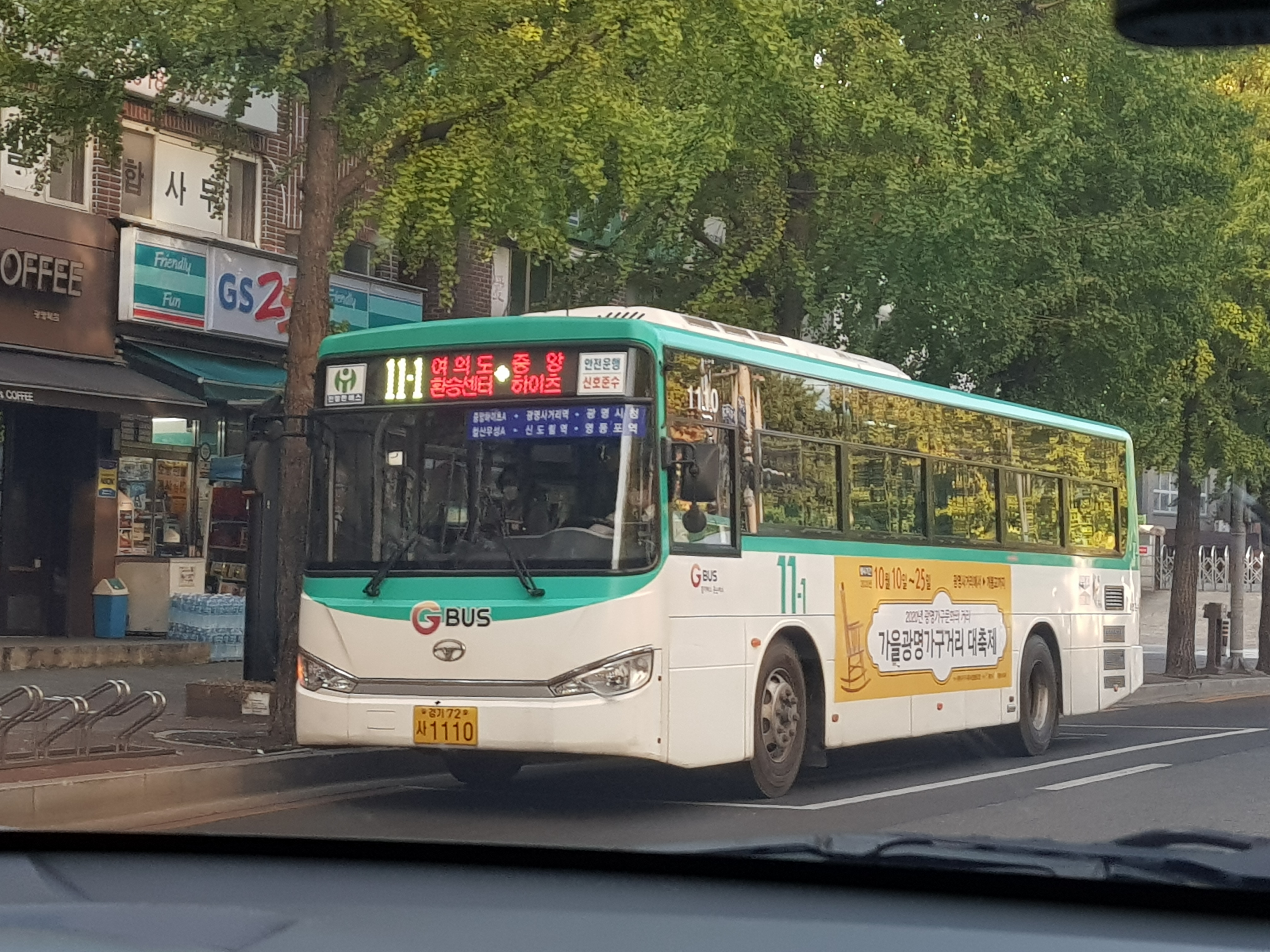
광명시내버스 11-1번
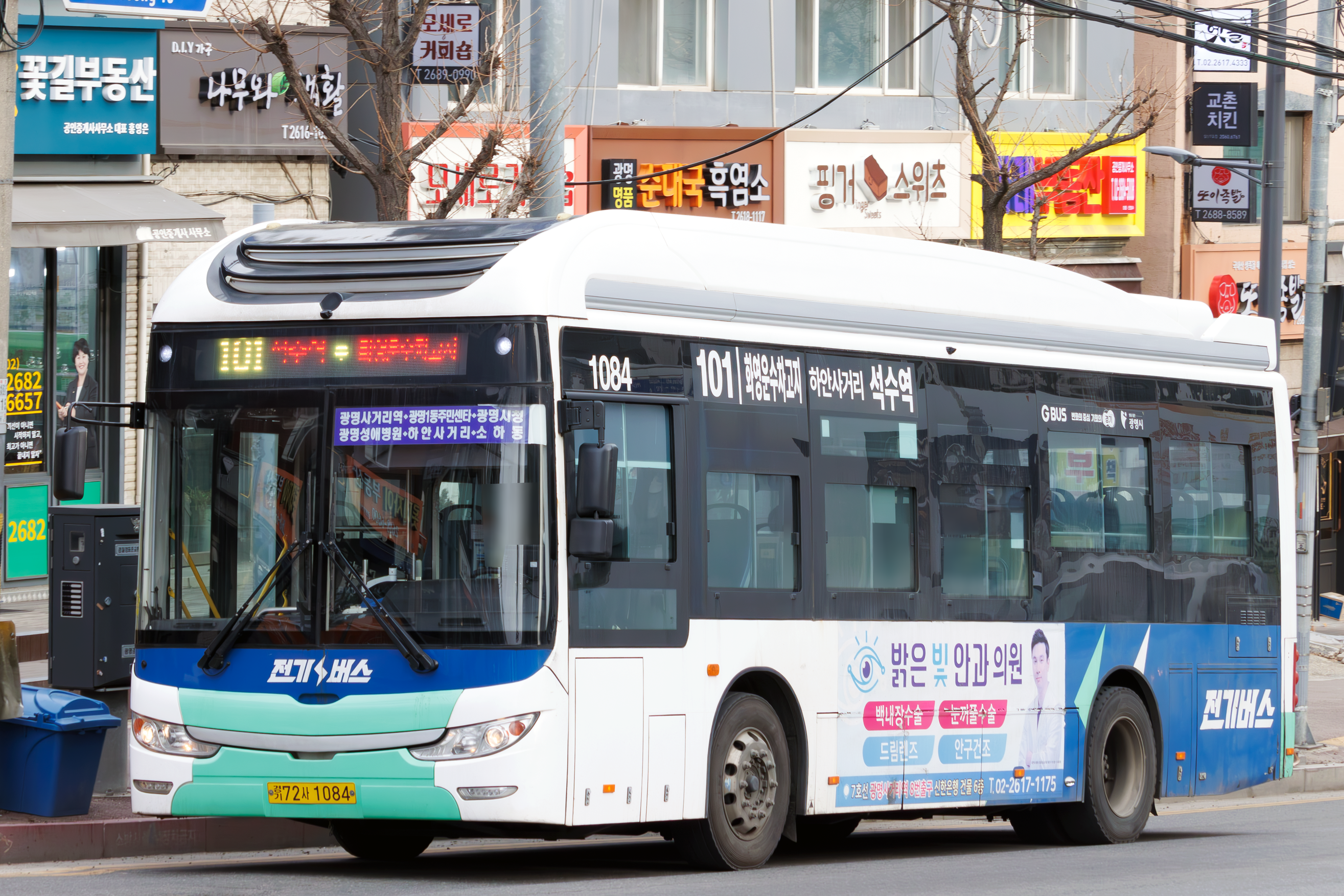
광명시내버스 101번